# Страшилки: Шестое чувство
«Страшилки: Шестое чувство» — компьютерная игра, разработанная российской компанией «Сатурн-плюс» и изданная «Букой» на Windows в 2004 году.

## Сюжет
Действие сюжета игры протекает в 1990-х гг. в России.
У юной девочки Шизы убегает собака по кличке Кутявка и она отправляется её искать.

## Восприятие
| Русскоязычные издания | Русскоязычные издания |
| Издание               | Оценка                |
| --------------------- | --------------------- |
| Absolute Games        | 55 %                  |
| «НИМ»                 | 6,0/10                |

Игорь Артёмов из Absolute Games в своей рецензии пишет, что с точки зрения игрового процесса «Страшилки: Шестое чувство» отличается от других игр того же разработчика лишь более логичными и лёгкими загадками. Критик также отмечает, что, хотя задние планы и «симпатичны», персонажи «картонные», а их анимация «хромает». Игорь раскритиковал большую часть игры за её вульгарность, клишированных персонажей и юмор, «вызывающий жалость к сценаристам», однако он хвалит «Страшилки» за один из последних отрезков игры, в котором игрок предстаёт перед сюрреалистическим миром в голове злодея с стильным и атмосферным графическим исполнением и головоломками, выполненными в стиле классических квестов 90-х годов.